# Imre Földi
Imre Földi (Kecskemét, 8 de maio de 1938 – Tatabánya, 23 de abril de 2017) foi um húngaro campeão mundial e olímpico em halterofilismo.
Ele foi o primeiro levantador de peso a participar de cinco Jogos Olímpicos, de 1960 a 1976, um recorde que só seria alcaçado pelos alemães Ingo Steinhofel e Ronny Weller 28 anos depois.
Ficou na sexta posição nos Jogos Olímpicos de 1960, ganhou a prata em 1964 e em 1968 e o ouro em 1972; e ficou ainda em quinto nos Jogos de 1976. Foi campeão mundial em 1965 e 1972; conquistou ainda cinco pratas e dois bronzes. Foi ainda campeão europeu por cinco vezes, além de quatro pratas e dois bronzes.
Estabeleceu 20 recordes mundiais: 14 no desenvolvimento (movimento-padrão abolido em 1973) e 6 no total combinado, nas categorias até 56 e 60 kg.
Em 1993 foi eleito para o Weightlifting Hall of Fame.